# دانشگاه پلیتا هاراپان
دانشگاه پلیتا هاراپان (به لاتین: Pelita Harapan University) یک دانشگاه در اندونزی است که در تانگرانگ واقع شده‌است.